# Yali (Mythologie)

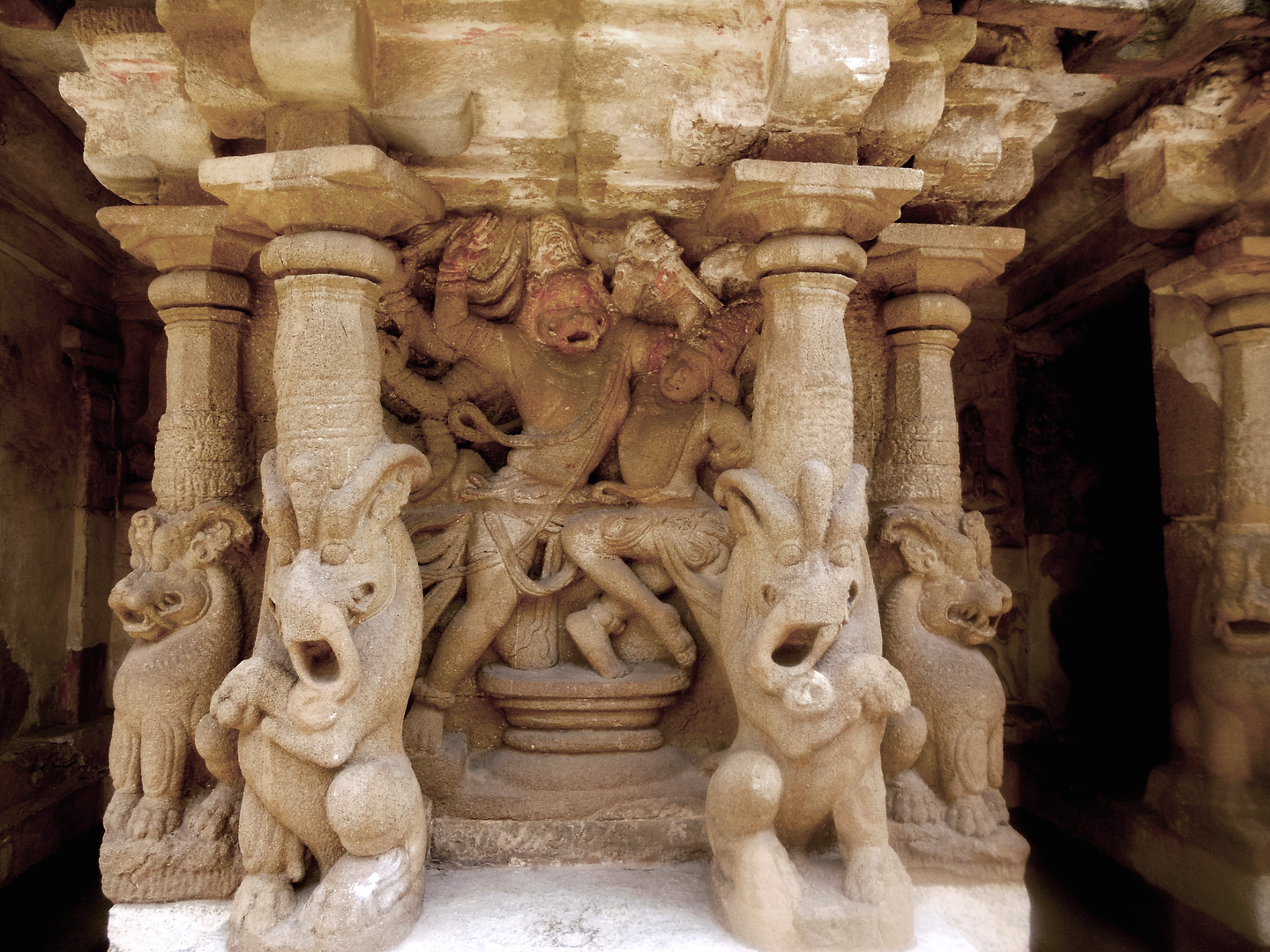
Yalis am Kailasanatha-Tempel in Kanchipuram (um 700)

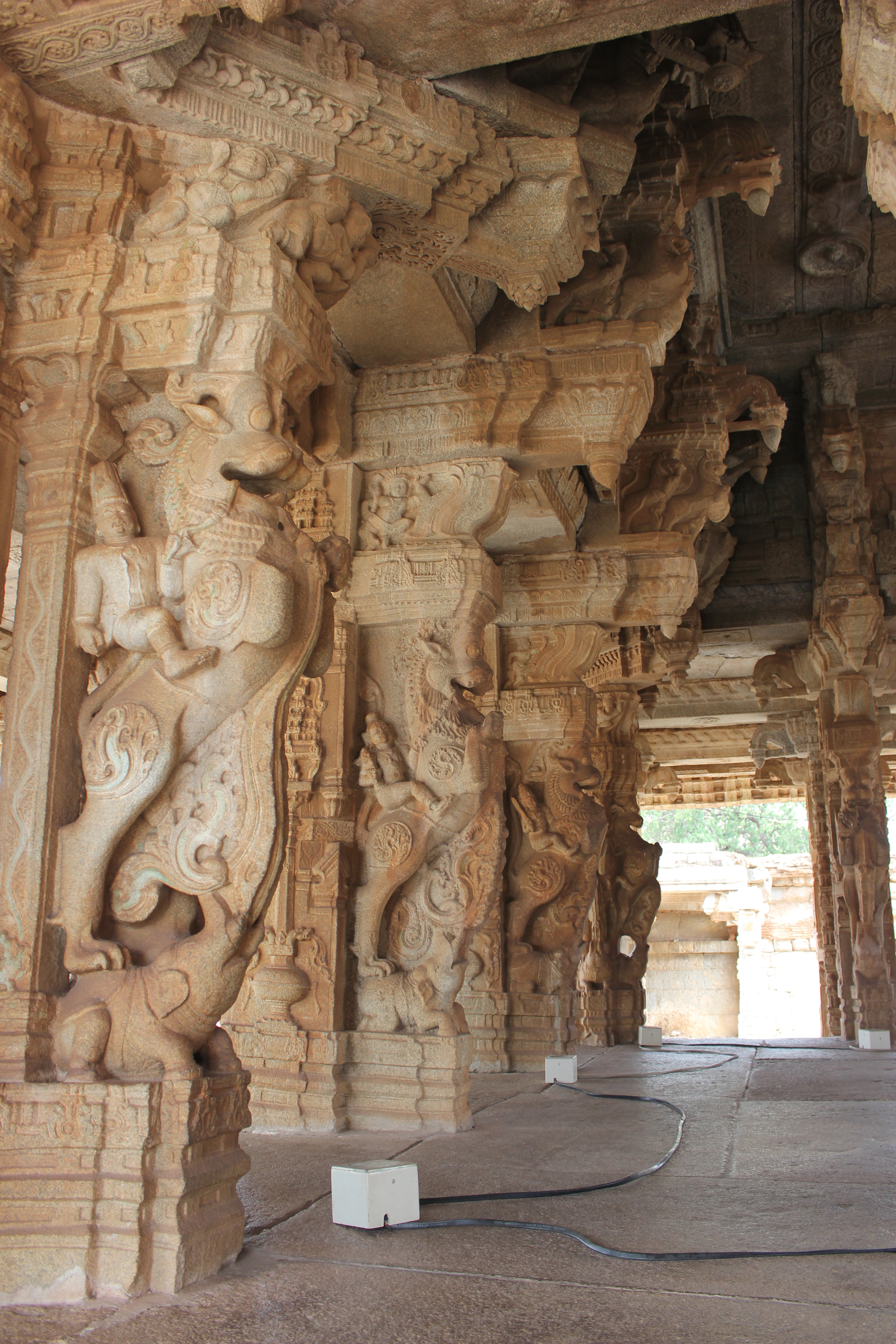
Yalis am Vitthala-Tempel in Hampi, Karnataka (um 1400)

Der hauptsächlich in den südindischen Sprachen gebräuchliche Begriff Yali (Sanskrit: Vyala oder Vidala) bezeichnet ein Mischwesen (Chimära) bestehend aus Löwe, Horntier, Elefant etc. Im Norden Indiens ist der Begriff Vyala für ein löwenartiges Wesen gebräuchlicher. Ein anderes Sanskrit-Wort (sharabha oder sarabeswara) meint ein Mischwesen aus Löwe, Horntier und Greif („Leogryph“).

## Geschichte
Yalis oder Vyalas scheinen ihren Ursprung im altgriechischen oder persischen Kulturkreis zu haben. In Indien tauchen sie zuerst in der älteren Literatur auf, doch erst seit frühmittelalterlicher Zeit erlangen sie eine weite Verbreitung als königliches Emblem oder als sowohl hoheitlich wie auch als unheilabwehrend (apotropäisch) gemeintes Element an Tempelpfeilern oder -portalen. Wichtig in diesem Zusammenhang ist der Kailasanatha-Tempel (um 700) von Kanchipuram, der alten Hauptstadt des Pallava-Reiches, wo sie in vielfältiger Weise in Erscheinung treten. Von Indien aus eroberten diese Wesen auch andere Kulturlandschaften Südostasiens.

## Darstellung
Der Kopf der Yalis ist meist löwenartig; ihr Körper ist oft der eines sich aufbäumenden Pferdes und die Pranken sind oft die eines Vogels. In manchen Fällen halten sie das Ende ihres schlangenartigen Schwanzes im Mund; in anderen Fällen ist ihre Nase in Form eines Rüssels verlängert. Nahezu durchgängig werden sie in sich aufbäumender Körperhaltung dargestellt, womit eine gewisse Angriffslust suggeriert wird. Manchmal befinden sich Reiter auf ihrem Rücken, was ihren aggressiven Charakter kaum bändigt.
Die Vyalas Nordindiens dagegen sind insgesamt eher löwenartig; ihre vier krallenbewehrten Pranken berühren oft den Boden – nur manchmal bäumen sie sich auf. In ihrer Nähe befindet sich meist ein kleiner Mensch, der versucht, sie mit einem Dolch oder Schwert zu töten. Diese Darstellung ist zum Emblem der Chandella-Dynastie Khajurahos und der Hoysala-Dynastie in Karnataka geworden.

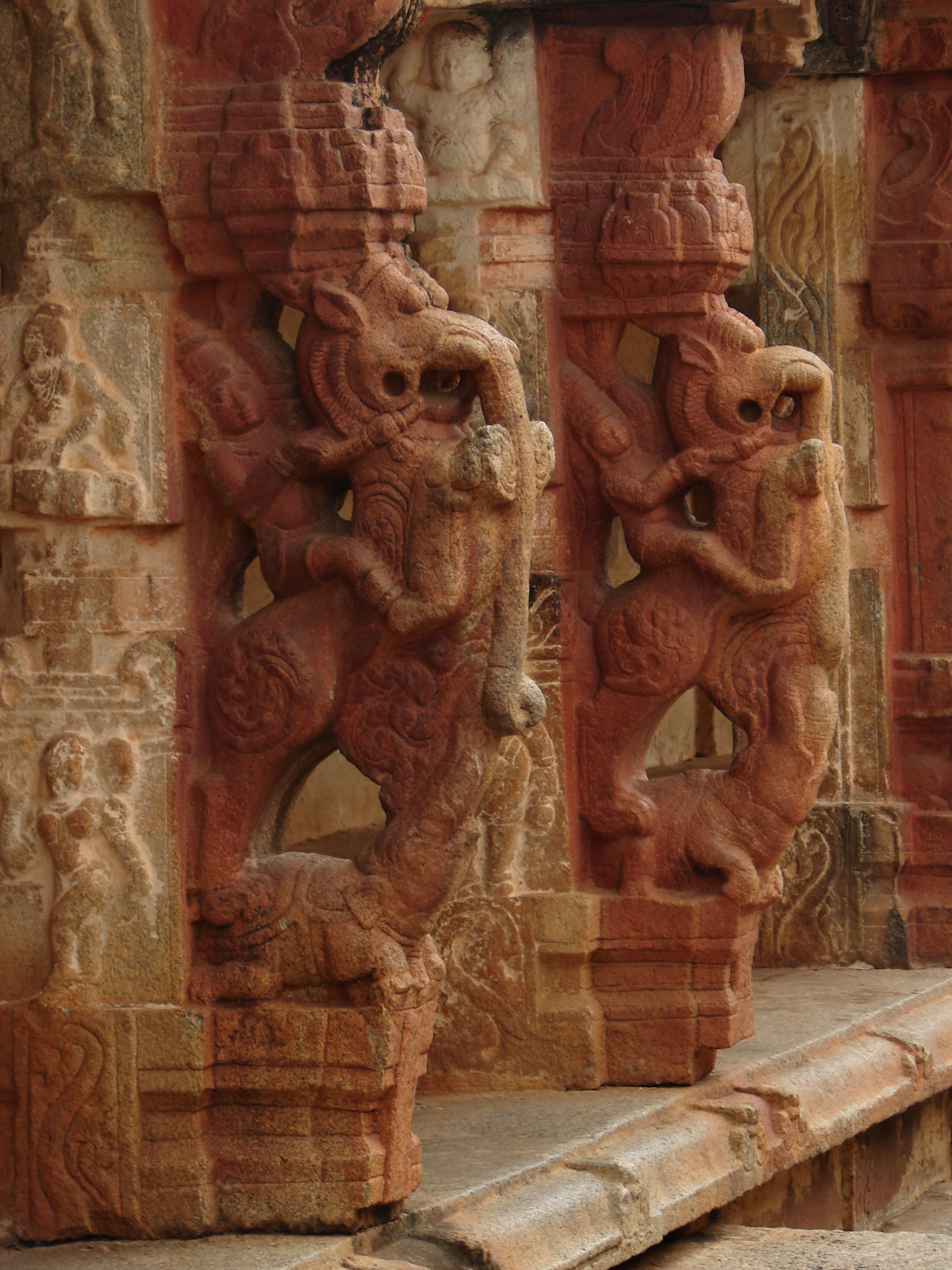
Yalis mit Rüsselnasen, Bhoganandishvara Tempelkomplex
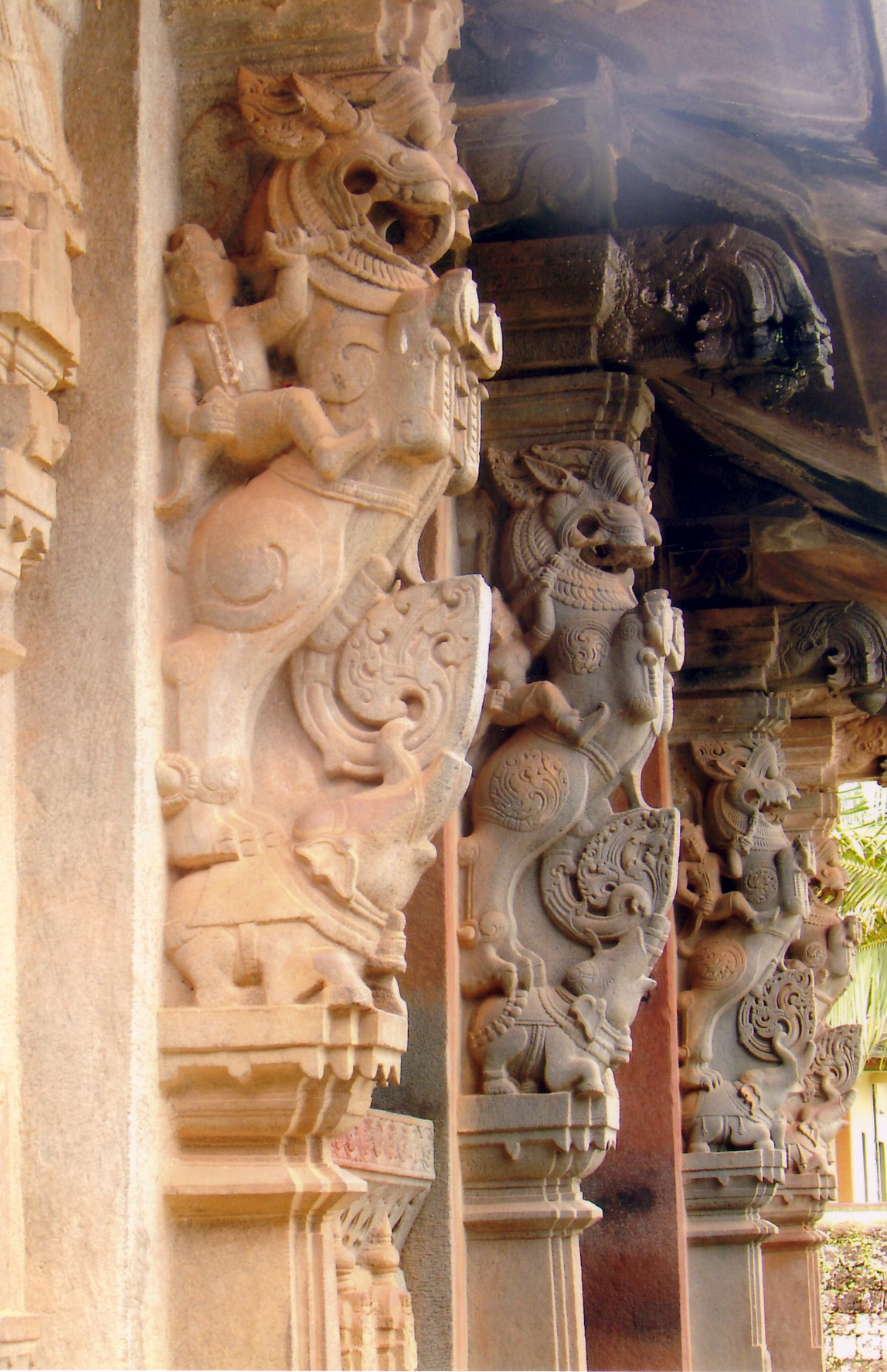
Yalis auf Elefanten, Ikkeri
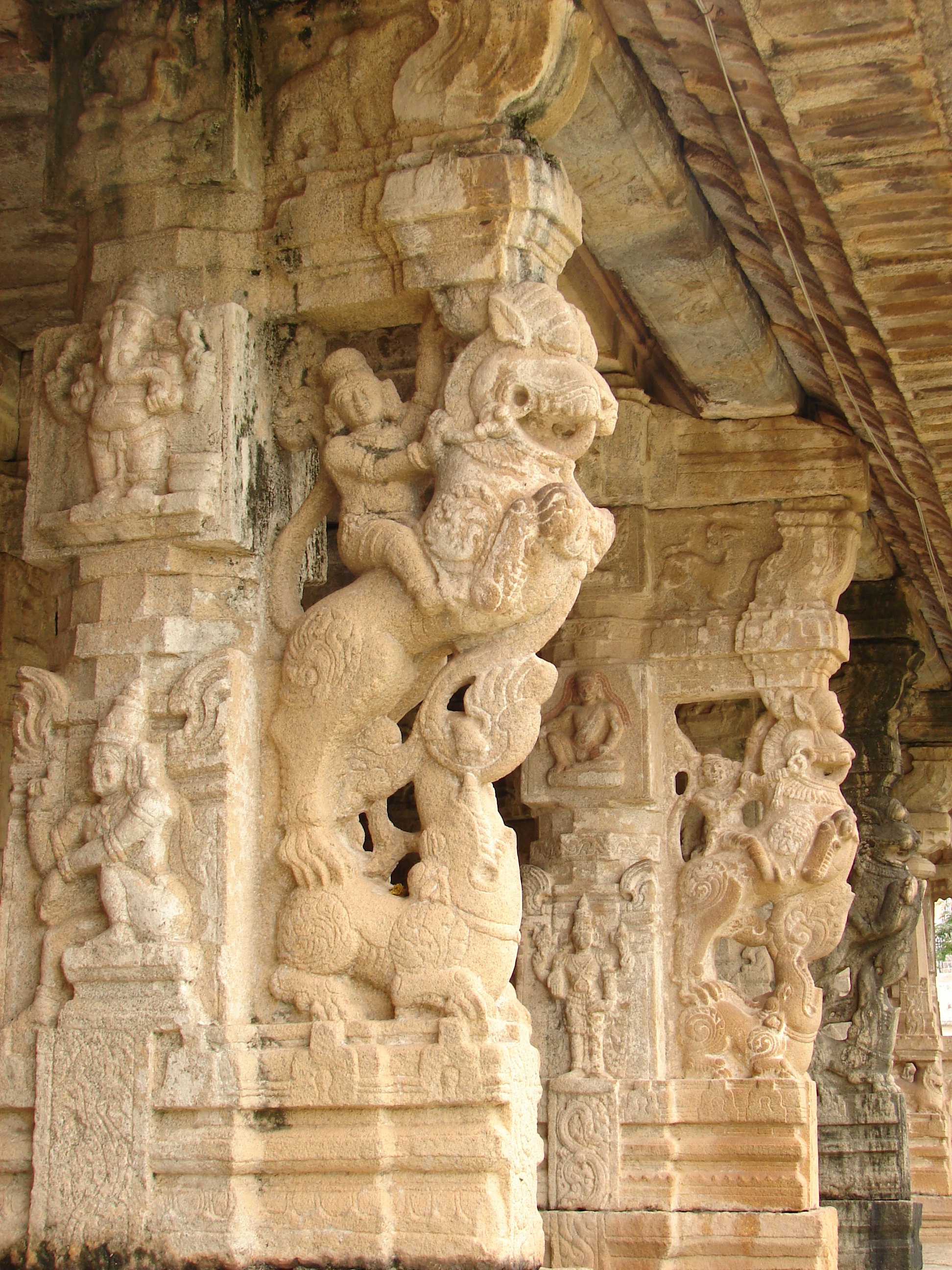
Yalis auf anderen Mischwesen, Kolar
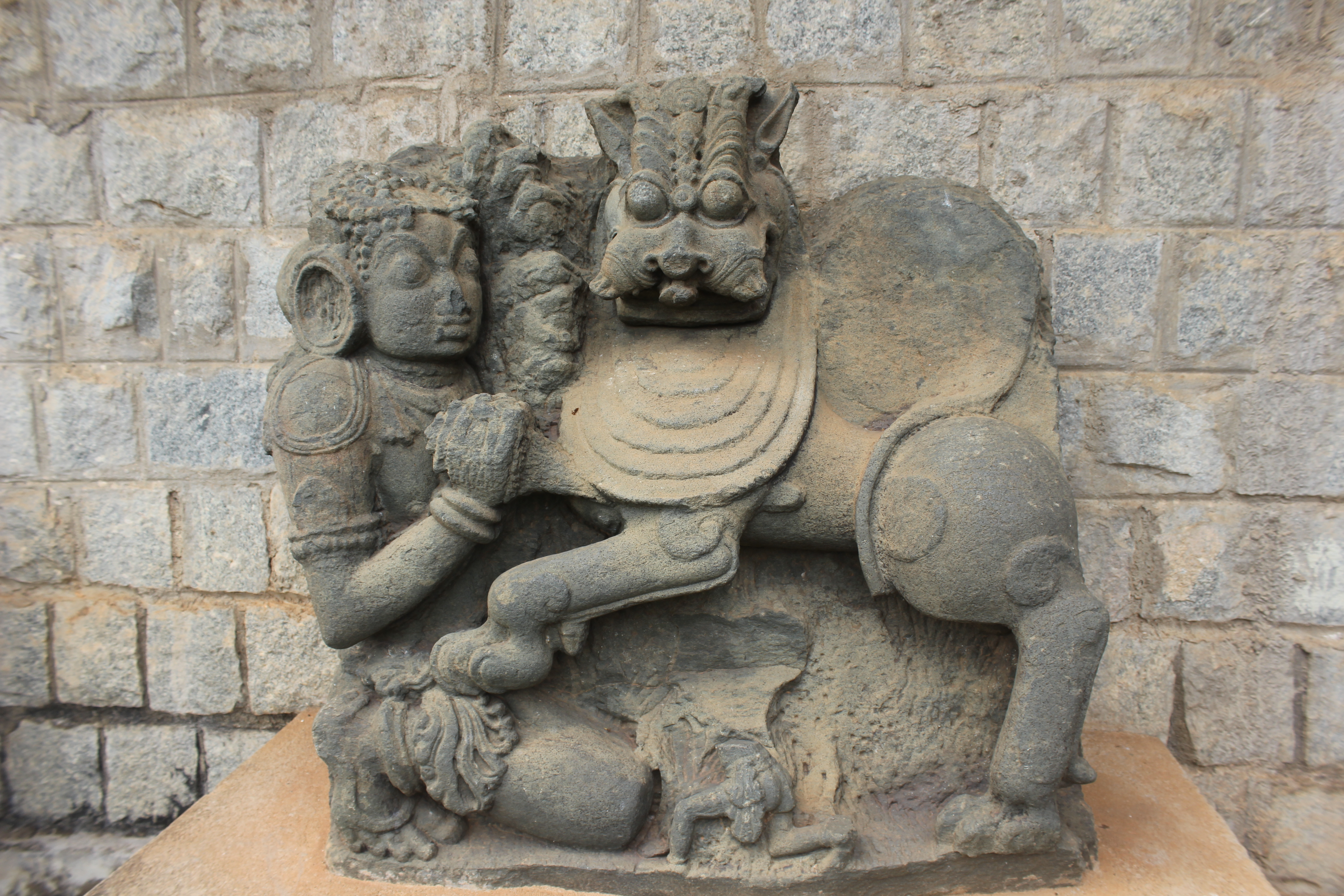
Vyala und Mensch, Banavasi
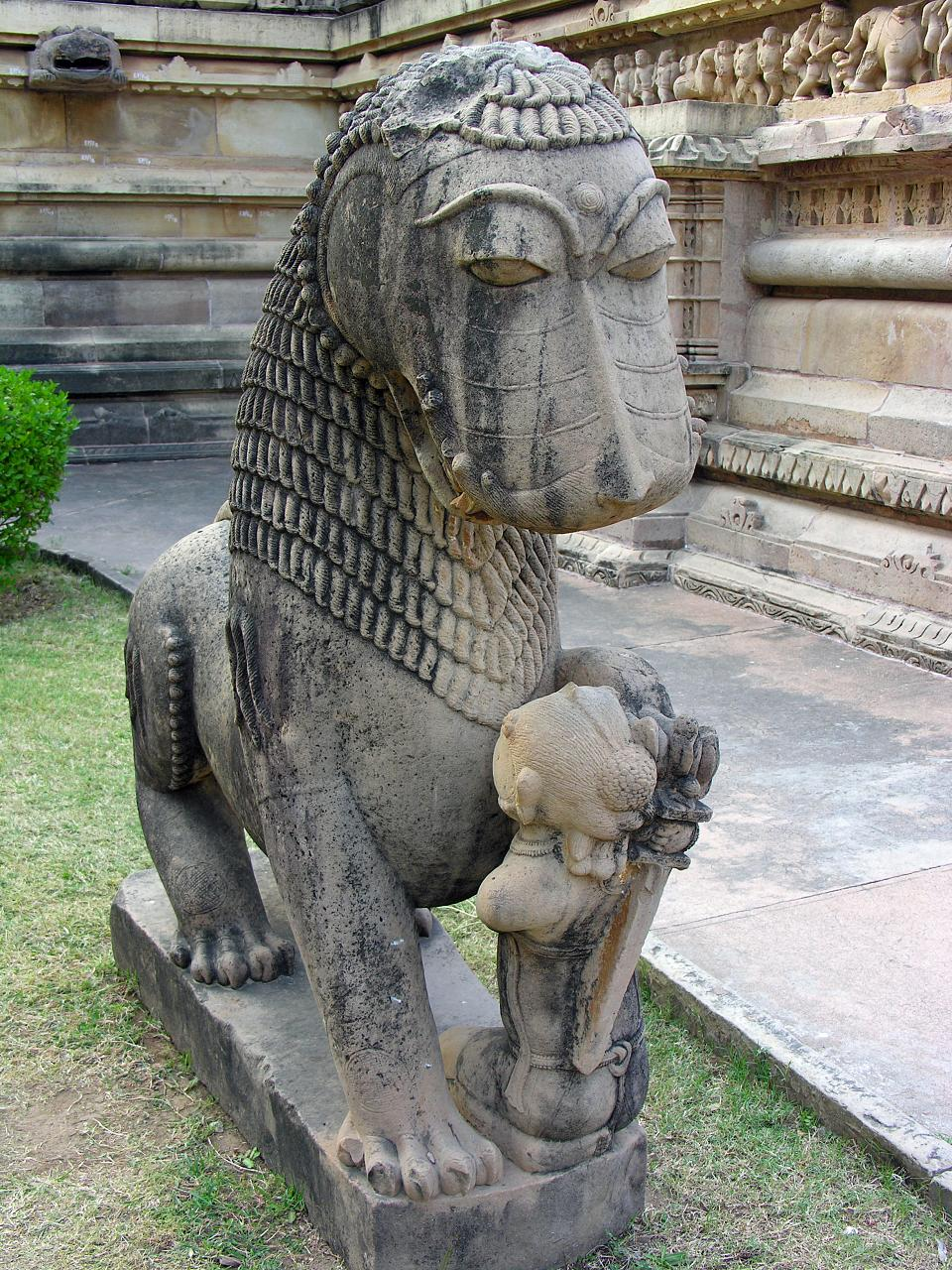
Vyala und Mensch, Lakshmana-Tempel, Khajuraho
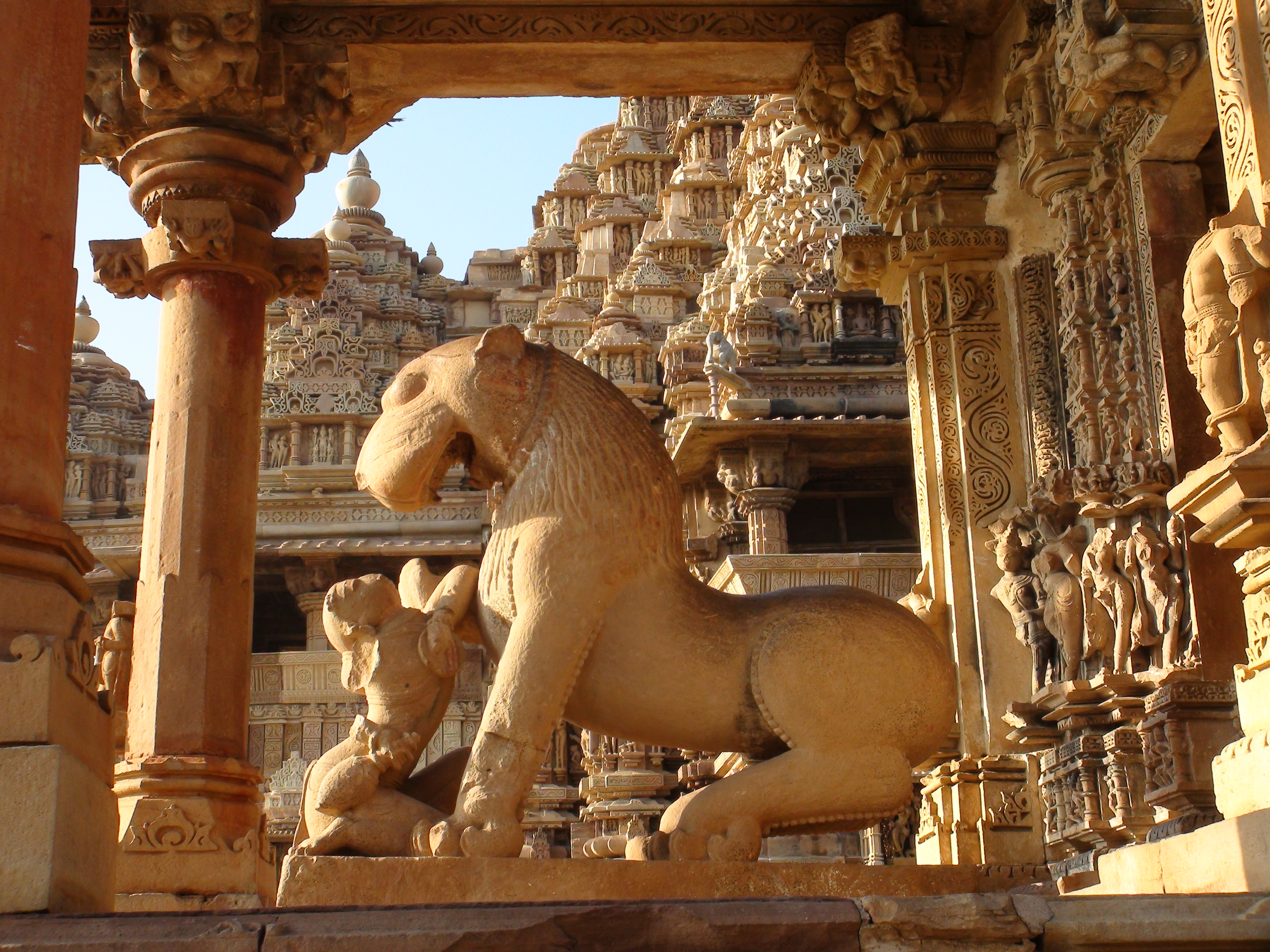
Vyala und Mensch, Kandariya-Mahadeva-Tempel, Khajuraho

## Symbolik
Yalis oder Vyalas beeindrucken durch ihr fremdartiges Aussehen und ihre ungezähmte Wildheit. Nicht selten stehen sie auf dem Rücken von klein dargestellten Elefanten, wodurch ihre Überlegenheit noch unterstrichen wird. In ihnen scheinen die dämonischen Mächte und Kräfte der Frühzeit weiterzuleben, die eine unaufhörliche Bedrohung für die Menschen darstellen.

## Sonstiges
„Yali-Gesicht“ (Yali mukha) heißt das kunstvoll geschnitzte gebogene Ende hinter dem Wirbelkasten von Saiteninstrumenten wie vina und gottuvadyam.